# Marta Torrejón
Marta Torrejón (ur. 27 lutego 1990 w Mataró, Katalonia) – hiszpańska piłkarka, grająca na pozycji obrońcy.

## Kariera piłkarska

### Kariera klubowa
Wychowanka RCD Espanyol. W 2004 rozpoczęła karierę piłkarską w Espanyol. Latem 2013 została zaproszona do Barcelony.

### Kariera reprezentacyjna
W listopadzie 2007 debiutowała w narodowej reprezentacji Hiszpanii w meczu przeciwko Anglii. Również od 2007 reprezentowała Katalonię. Wcześniej broniła barw juniorskiej reprezentacji U-19.

## Sukcesy i odznaczenia

### Sukcesy piłkarskie
Reprezentacja Hiszpanii
- Zwycięzca Algarve Cup: 2017
- Zwycięzca Cyprus Cup: 2018

RCD Espanyol
- Mistrzostwo Hiszpanii: 2005/06
- Zdobywca Pucharu Hiszpanii: 2006, 2009, 2010, 2012
- Zdobywca Copa Catalunya: 2005, 2006, 2007, 2008

FC Barcelona
- Mistrzostwo Hiszpanii: 2014, 2015, 2020, 2021, 2022
- Zdobywca Pucharu Hiszpanii: 2014, 2017, 2018, 2020, 2021, 2022
- Zdobywca Supercopa de España: 2020, 2022, 2023
- Zdobywca Copa Catalunya: 2015, 2016, 2017, 2018, 2019
- Zwycięzca Ligi Mistrzyń: 2021